# Франсішку де Алмейда
Франсі́шку ді Алме́йда (порт. Francisco de Almeida; бл. 1450 — 1 березня 1510) — португальський шляхтич, військовик, мореплавець і відкривач. Перший віце-король Португальської Індії (1505—1509).
Створивши опорні пункти на узбережжі Східної Африки і Південно-Східної Азії, заклав основи колоніальної системи Португалії в районі Індійського океану.
В Індії енергійно проводив політику розширення колоніальних володінь португальської корони. У 1509 році керована ним португальська ескадра перемогла об'єданий флот гуджаратів, мамелюків і заморинів у битві при Діу, що дозволило Португалії захопити ключові порти в Індійському океані.
Був убитий 1 березня 1510 року в сутичці проти племені готтентотів біля мису Доброї Надії, разом із 70 іншими португальцями. Його тіло поховали на місцевому пляжі.